# Ungersk vicker
Ungersk vicker (Vicia pannonica) är en växtart i familjen ärtväxter. 